# 熊本県道269号田浦港線
熊本県道269号田浦港線（くまもとけんどう269ごう たのうらこうせん）は、熊本県葦北郡芦北町を通る一般県道である。

## 概要

### 路線データ
- 起点：熊本県葦北郡芦北町大字小田浦
- 終点：熊本県葦北郡芦北町大字小田浦（塩屋交差点、国道3号交点）

## 地理

### 通過する自治体
- 葦北郡芦北町

### 交差する道路
| 交差する道路 | 交差する場所 | 交差する場所      |
| ------------ | ------------ | ----------------- |
| 国道3号      | 大字小田浦   | 塩屋交差点 / 終点 |

### 交差する鉄道
- 肥薩おれんじ鉄道線

### 沿線
- 田浦港
- 肥薩おれんじ鉄道線 肥後田浦駅